# Ctenus fasciatus
Ctenus fasciatus este o specie de păianjeni din genul Ctenus, familia Ctenidae, descrisă de Mello-leitão, 1943. Conform Catalogue of Life specia Ctenus fasciatus nu are subspecii cunoscute.